# 斗山竞技场

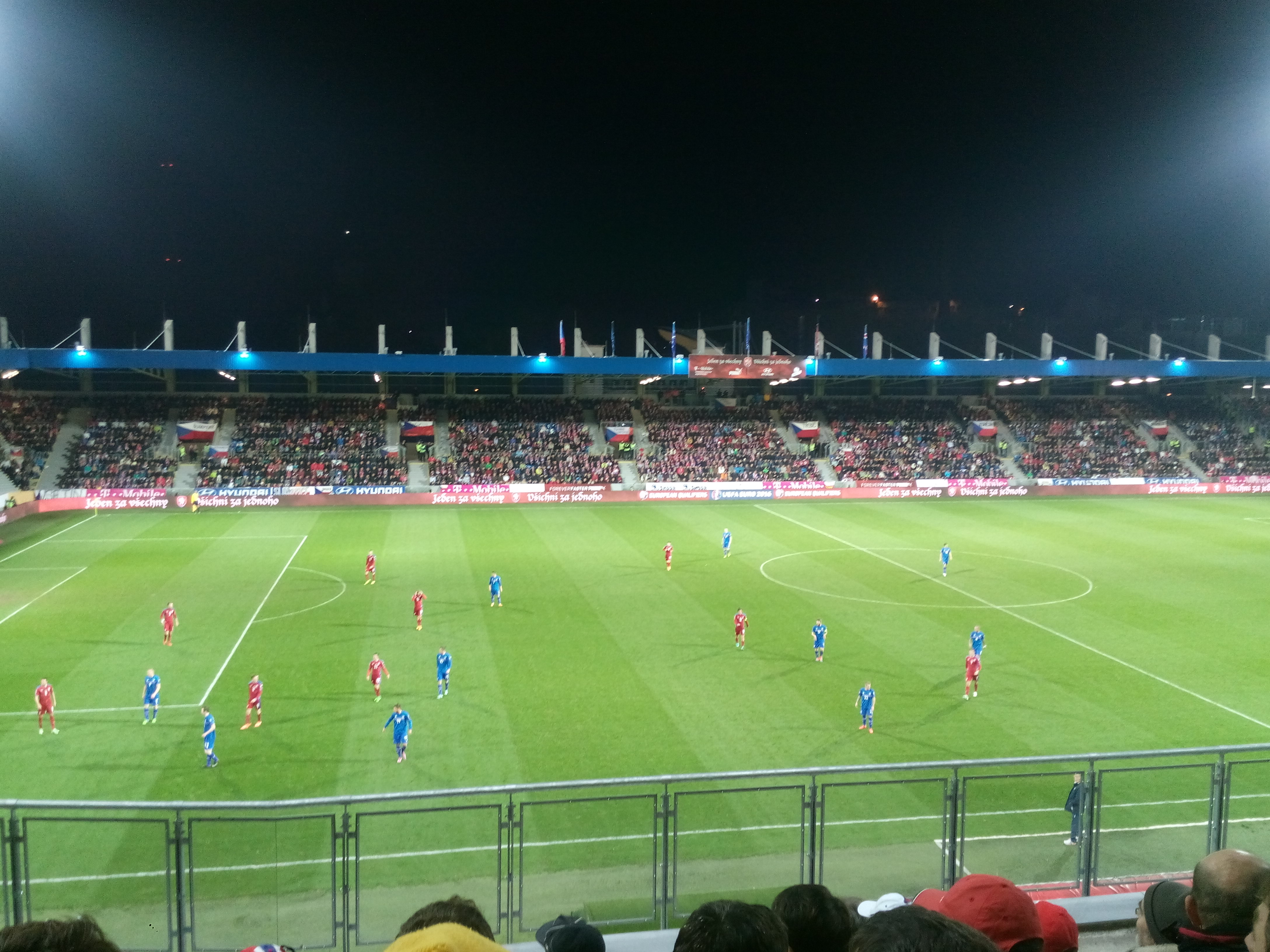
2014年斗山竞技场捷克2比1冰岛的比赛

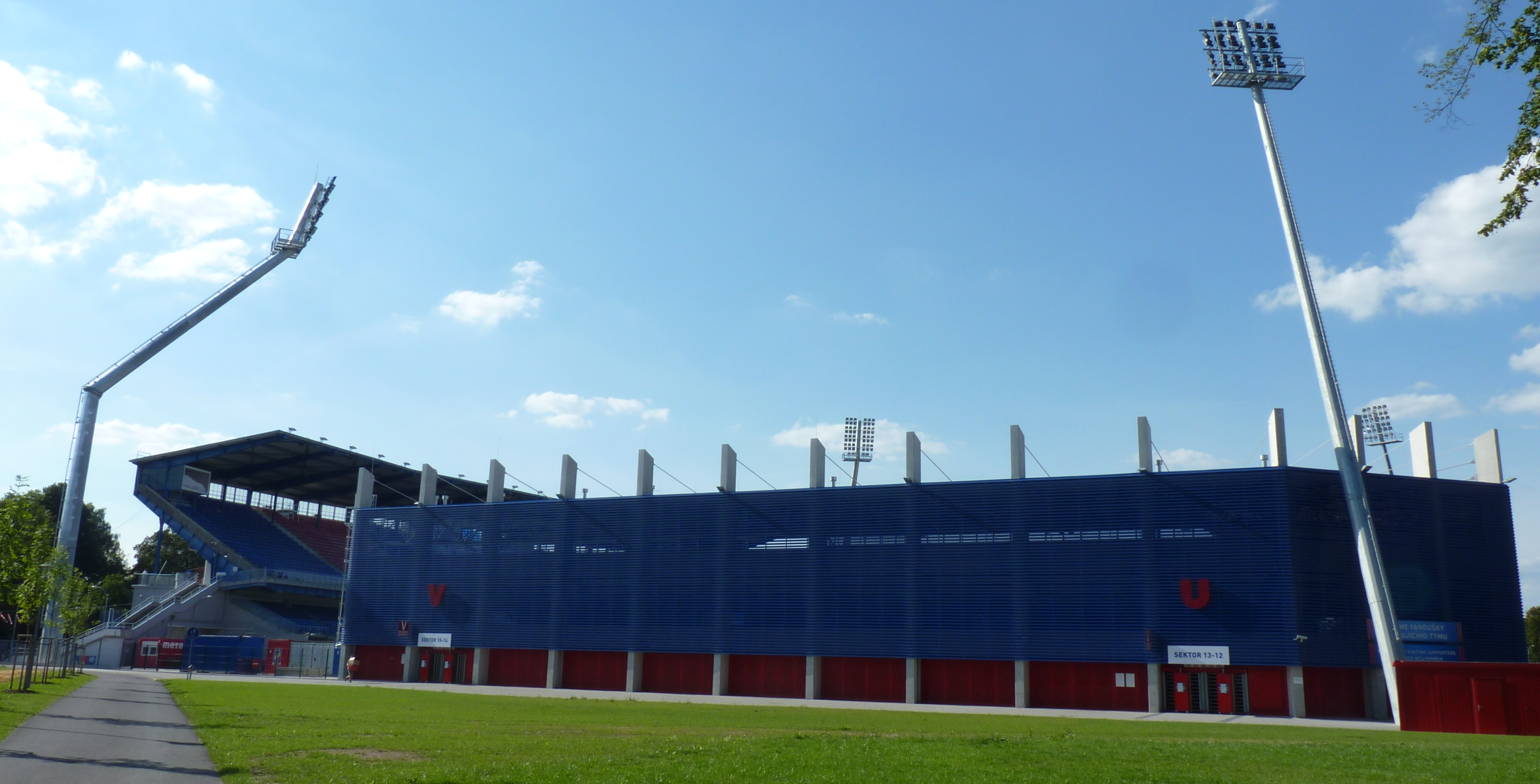
斗山竞技场

斗山竞技场（Doosan Arena），原名比尔森市体育场（捷克語：Stadion města Plzně），是一座位于捷克比尔森的多功能体育场。体育场又名什特伦茨公园球场（Stadion ve Štruncových sadech）体育场位于比尔森市什特伦茨公园内，邻近姆熱河与拉德布扎河交汇处。斗山竞技场主要承办足球比赛，是比尔森胜利足球俱乐部的主场，可容纳11,700名观众。体育场由韩国斗山集团出资冠名。